# Otognathon
Otognathon is een geslacht van kreeftachtigen uit de klasse van de Malacostraca (hogere kreeftachtigen).

## Soorten
- Otognathon komodoense (Serène, 1971)
- Otognathon uru N. K. Ng, Komai & Ng, 2009